# Chicago Marathon 2008

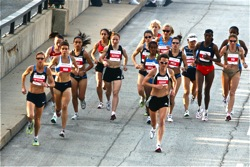
Start van de vrouwen in Chicago.

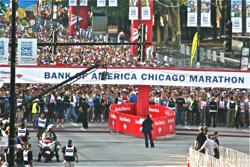
Start van de wedstrijd.

De Chicago Marathon 2008 vond plaats op zondag 12 oktober 2008. Het was de 31e editie van deze marathon.
De wedstrijd werd bij de mannen een overwinning voor de Keniaan Evans Cheruiyot, die met een ruime minuut voorsprong zijn landgenoot David Mandago versloeg. De Nederlandse atleet Martin Lauret uit Woudenberg werd vijfde in 2 uur, 15 minuten en 10 seconden. Dat was voor Lauret een dik persoonlijk record, dat stond op 2:19.09.
Bij de vrouwen was de Russische Lidia Grigorjeva de snelste in 2:27.17.

## Uitslagen

### Mannen
| rang   | naam                   | land | tijd    |
| ------ | ---------------------- | ---- | ------- |
| Goud   | Evans Cheruiyot        | KEN  | 2:06.25 |
| Zilver | David Mandago          | KEN  | 2:07.37 |
| Brons  | Timothy Cherigat       | KEN  | 2:11.39 |
| 4      | Wesley Korir           | KEN  | 2:13.53 |
| 5      | Martin Lauret          | NED  | 2:15.10 |
| 6      | Emmanuel Mutai         | KEN  | 2:15.36 |
| 7      | Mike Reneau            | USA  | 2:16.20 |
| 8      | William Kipsang        | KEN  | 2:16.41 |
| 9      | Daniel Njenga          | KEN  | 2:17.33 |
| 10     | Richard Limo           | KEN  | 2:18.48 |
| 11     | Marco Venancio         | MEX  | 2:20.29 |
| 12     | Crosby Freeman         | USA  | 2:20.43 |
| 13     | Moses Arusei           | KEN  | 2:20.48 |
| 14     | David Cheromei         | KEN  | 2:22.01 |
| 15     | Allen Wagner           | USA  | 2:22.17 |
| 16     | Arata Fujiwara         | JPN  | 2:23.10 |
| 17     | Christopher Cheboiboch | KEN  | 2:23.22 |
| 18     | Chad Ware              | USA  | 2:23.50 |
| 19     | Ronald Schröer         | NED  | 2:24.22 |
| 20     | Matthew Bartlebaugh    | USA  | 2:25.12 |

### Vrouwen
| rang   | naam                 | land | tijd    |
| ------ | -------------------- | ---- | ------- |
| Goud   | Lidia Grigorjeva     | RUS  | 2:27.17 |
| Zilver | Alevtina Biktimirova | RUS  | 2:29.32 |
| Brons  | Kiyoko Shimahara     | JPN  | 2:30.19 |
| 4      | Constantina Diță     | ROU  | 2:30.57 |
| 5      | Desiree Davila       | USA  | 2:31.33 |
| 6      | Colleen De Reuck     | USA  | 2:32.25 |
| 7      | Bezunesh Bekele      | ETH  | 2:32.41 |
| 8      | Paige Higgins        | USA  | 2:33.06 |
| 9      | Kate O'Neill         | USA  | 2:34.04 |
| 10     | Berhane Adere        | ETH  | 2:34.16 |
| 11     | Stephanie Hood       | CAN  | 2:35.09 |
| 12     | Adriana Pirtea       | ROU  | 2:35.39 |
| 13     | Zoila Gomez          | USA  | 2:35.41 |
| 14     | Workenesh Tola       | ETH  | 2:38.13 |
| 15     | Allison Dublinski    | USA  | 2:42.06 |

1977 ·
1978 ·
1979 ·
1980 ·
1981 ·
1982 ·
1983 ·
1984 ·
1985 ·
1986 ·
1987 ·
1988 ·
1989 ·
1990 ·
1991 ·
1992 ·
1993 ·
1994 ·
1995 ·
1996 ·
1997 ·
1998 ·
1999 ·
2000 ·
2001 ·
2002 ·
2003 ·
2004 ·
2005 ·
2006 ·
2007 ·
2008 ·
2009 ·
2010 ·
2011 ·
2012 ·
2013 · 
2014 · 
2015 · 
2016 · 
2017 · 
2018 · 
2019 · 
2021 · 
2022 · 
2023